# Yannick Aguemon
Yannick Aguemon (Cotonou, 11 febbraio 1992) è un calciatore beninese con cittadinanza francese, attaccante del Créteil-Lusitanos e della nazionale beninese.

## Carriera

### Club
Ha giocato nella massima serie francese e in quella belga.

### Nazionale
Dopo aver giocato 6 partite e realizzato una rete con la nazionale francese Under-20 nel 2012, nel 2019 ha esordito con la nazionale beninese.

## Statistiche

### Cronologia presenze e reti in nazionale
| Cronologia completa delle presenze e delle reti in nazionale ― Benin | Cronologia completa delle presenze e delle reti in nazionale ― Benin | Cronologia completa delle presenze e delle reti in nazionale ― Benin | Cronologia completa delle presenze e delle reti in nazionale ― Benin | Cronologia completa delle presenze e delle reti in nazionale ― Benin | Cronologia completa delle presenze e delle reti in nazionale ― Benin | Cronologia completa delle presenze e delle reti in nazionale ― Benin | Cronologia completa delle presenze e delle reti in nazionale ― Benin |
| Data                                                                 | Città                                                                | In casa                                                              | Risultato                                                            | Ospiti                                                               | Competizione                                                         | Reti                                                                 | Note                                                                 |
| -------------------------------------------------------------------- | -------------------------------------------------------------------- | -------------------------------------------------------------------- | -------------------------------------------------------------------- | -------------------------------------------------------------------- | -------------------------------------------------------------------- | -------------------------------------------------------------------- | -------------------------------------------------------------------- |
| 6-9-2019                                                             | Caen                                                                 | Costa d'Avorio                                                       | 1 – 2                                                                | Benin                                                                | Amichevole                                                           | -                                                                    | 62’                                                                  |
| 9-9-2019                                                             | Algeri                                                               | Algeria                                                              | 1 – 0                                                                | Benin                                                                | Amichevole                                                           | -                                                                    | 68’                                                                  |
| 17-11-2019                                                           | Porto-Novo                                                           | Benin                                                                | 1 – 0                                                                | Sierra Leone                                                         | Qual. Coppa d'Africa 2021                                            | -                                                                    | 63’                                                                  |
| 11-11-2021                                                           | Cotonou                                                              | Benin                                                                | 2 – 0                                                                | Madagascar                                                           | Qual. Mondiali 2022                                                  | -                                                                    | 81’                                                                  |
| 14-11-2021                                                           | Kinshasa                                                             | RD del Congo                                                         | 2 – 0                                                                | Benin                                                                | Qual. Mondiali 2022                                                  | -                                                                    | 82’                                                                  |
| 24-9-2022                                                            | Mohammedia                                                           | Mauritania                                                           | 1 – 0                                                                | Benin                                                                | Amichevole                                                           | -                                                                    | 67’                                                                  |
| 27-9-2022                                                            | Mohammedia                                                           | Madagascar                                                           | 3 – 1                                                                | Benin                                                                | Amichevole                                                           | -                                                                    | 60’                                                                  |
| Totale                                                               |                                                                      | Presenze                                                             | 7                                                                    |                                                                      | Reti                                                                 | 0                                                                    |                                                                      |